# 瀬戸内クラフト
瀬戸内クラフト株式会社（せとうちクラフト）は、広島県尾道市の造船会社。アルミニウム合金製船舶の建造を行っている。

## 概要
1944年9月に船舶艤装品の製造を目的として設立された山陽機械工業株式会社が母体である。山陽機械工業は、1967年2月にスカイアルミニウムの技術協力により、アルミニウム合金製小型ボート（15ft - 25ft）の開発に着手、1968年9月には瀬戸内工業株式会社を設立して全事業を継承した。1970年12月、本格的なアルミニウム合金船である11m型交通艇「かもめ」を建造、以降、交通艇、警戒艇、監視艇、旅客船などを多数建造している。
1980年7月に瀬戸内クラフト株式会社を設立、造船部門の全事業を継承した。1989年6月には、スカイアルミニウムの傘下となったが、2003年3月の古河電工の軽金属事業再編によるスカイアルミニウムの古河スカイへの移行に合わせて、造船部門の全事業を継承した。その後、2012年から2015年にかけて旧桑田桟橋の一部、隣接地の敷地および工場2棟を取得、スリップウェイ増設、工場の建て替え、事務所新設など本社工場への設備投資を行っている。

## 主な建造船
1990年代には、東京大学・日立造船と共同で水中翼双胴型高速艇「スーパージェット」（SUPER JET）を開発した。2004年竣工の野母商船「ぐらばあ」でシップ・オブ・ザ・イヤー2004を受賞している。近年は国内最高速となる最大速力40ノットを超える税関艇、漁業取締船を建造している。

### 旅客船
- 酒田市 - 「とびしま」

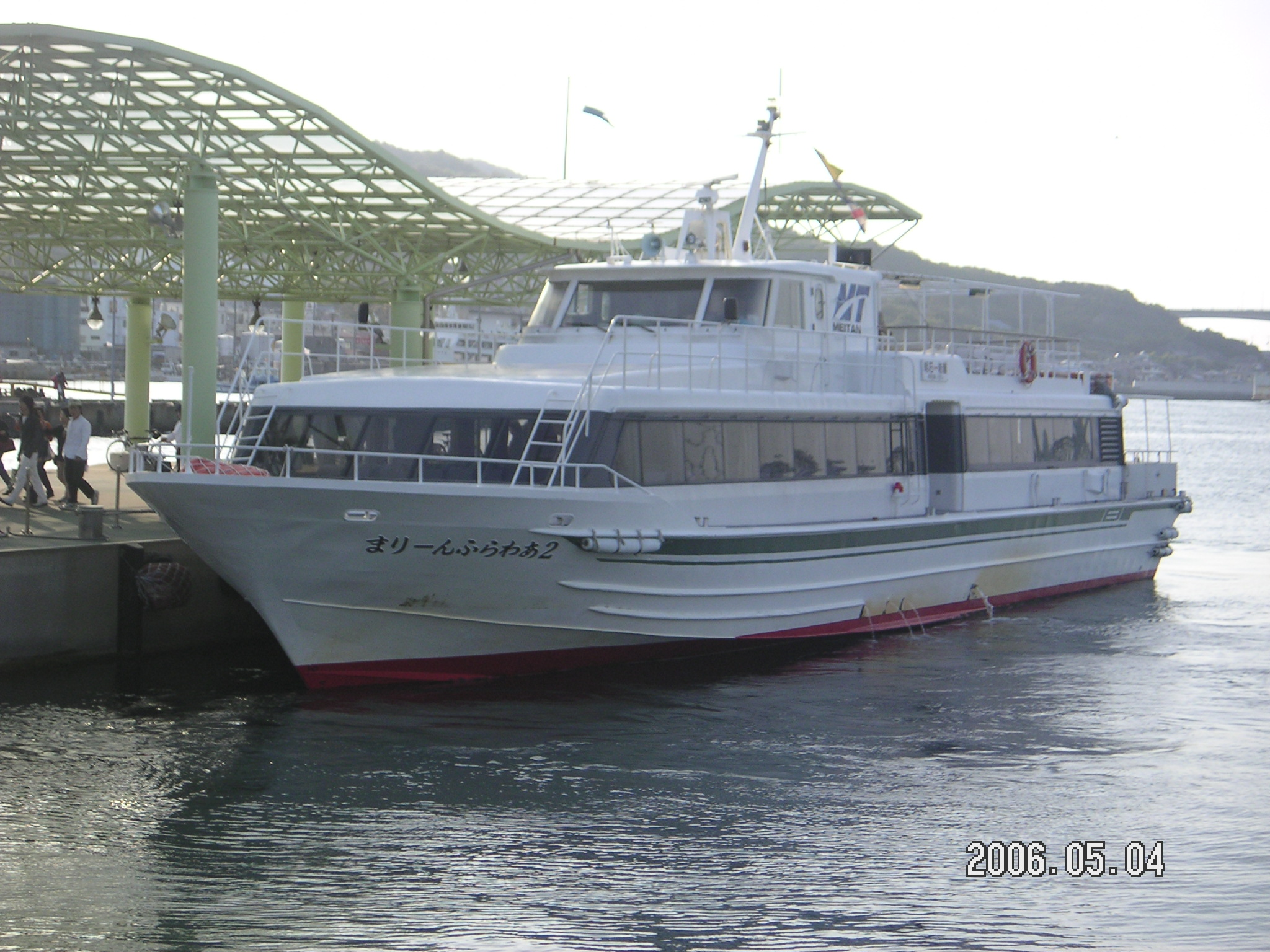
播淡聯絡汽船「まり－んふらわあ2」

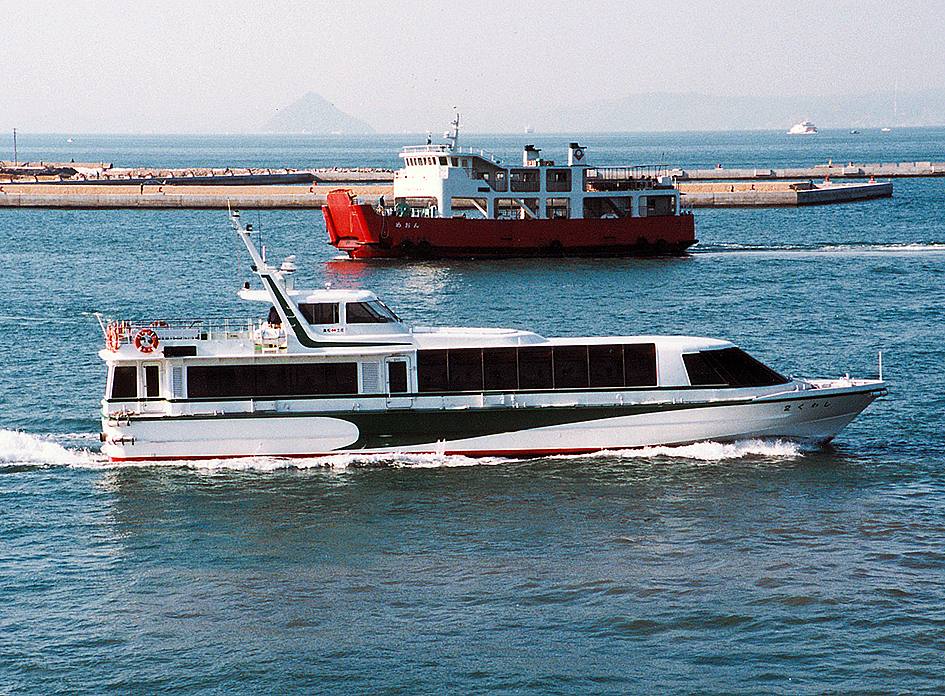
関西急行フェリー「しわく2」

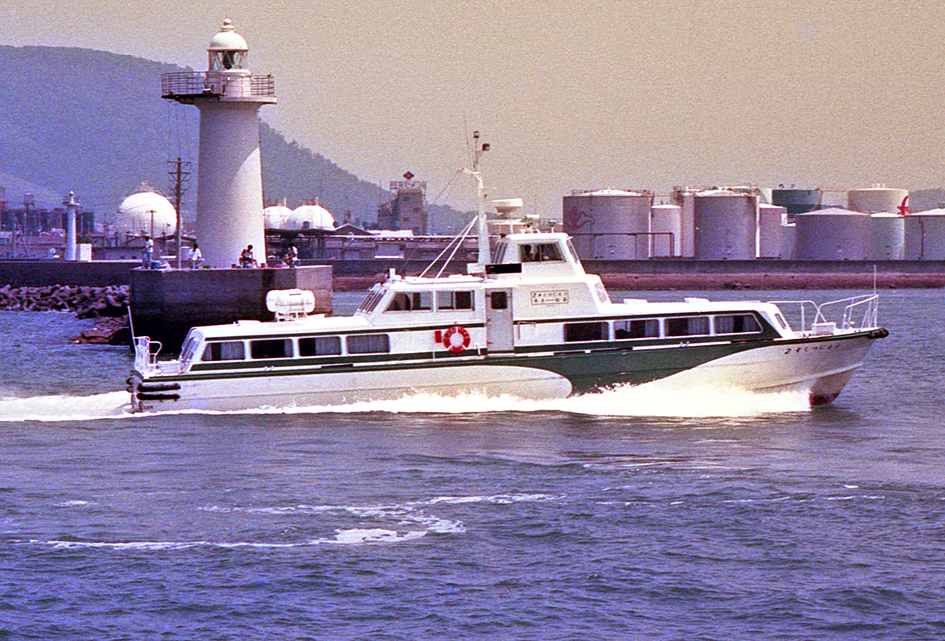
関西急行フェリー「ふぇにっくす2」

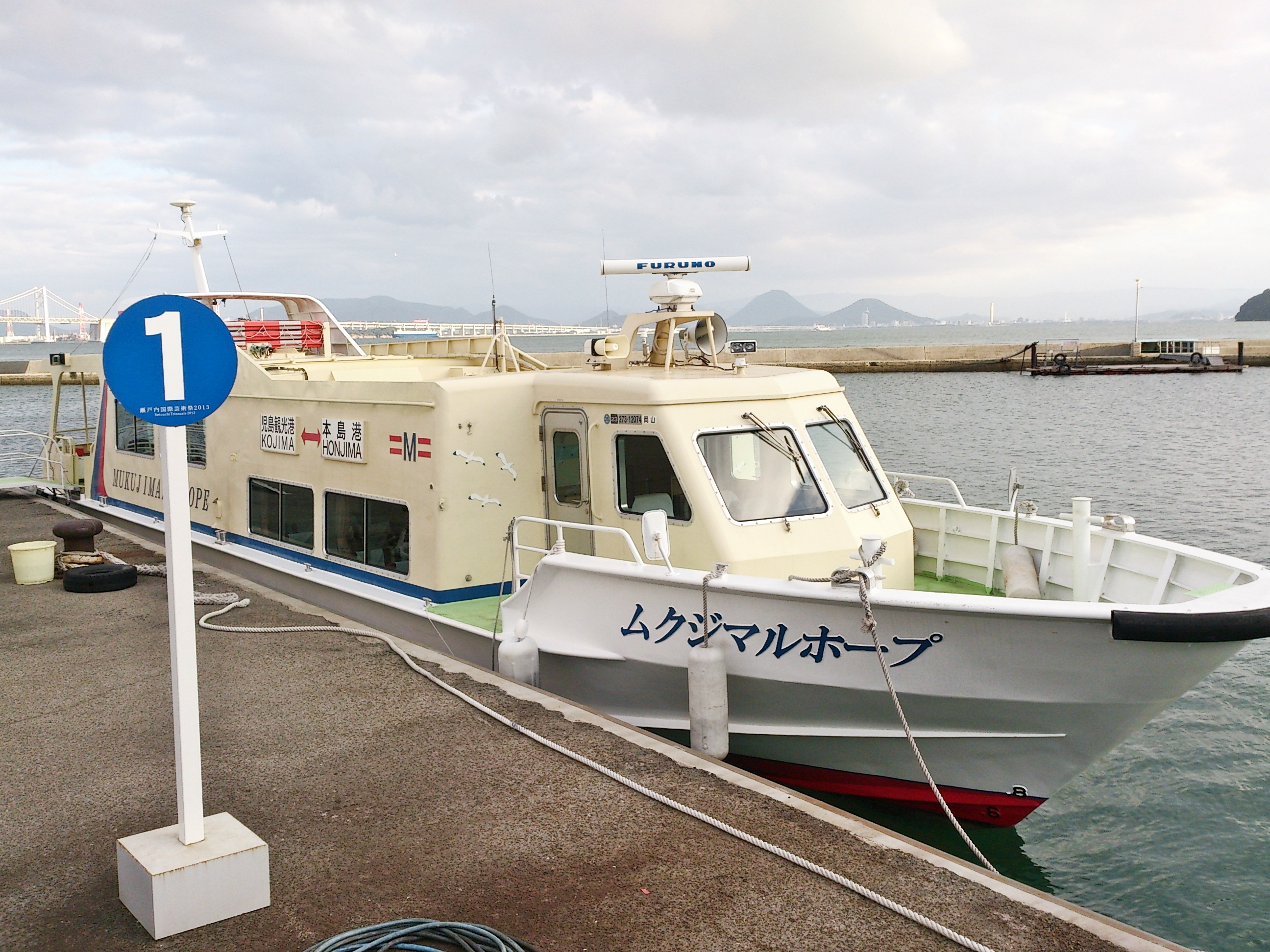
六口丸海運の「ムクジマルホープ」

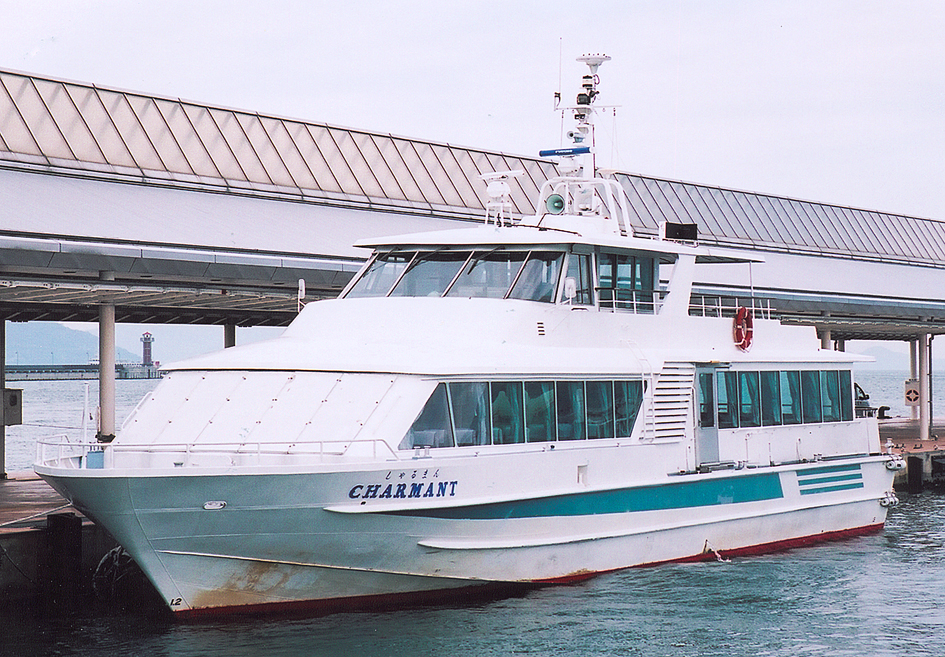
三原観光汽船「しゃるまん」

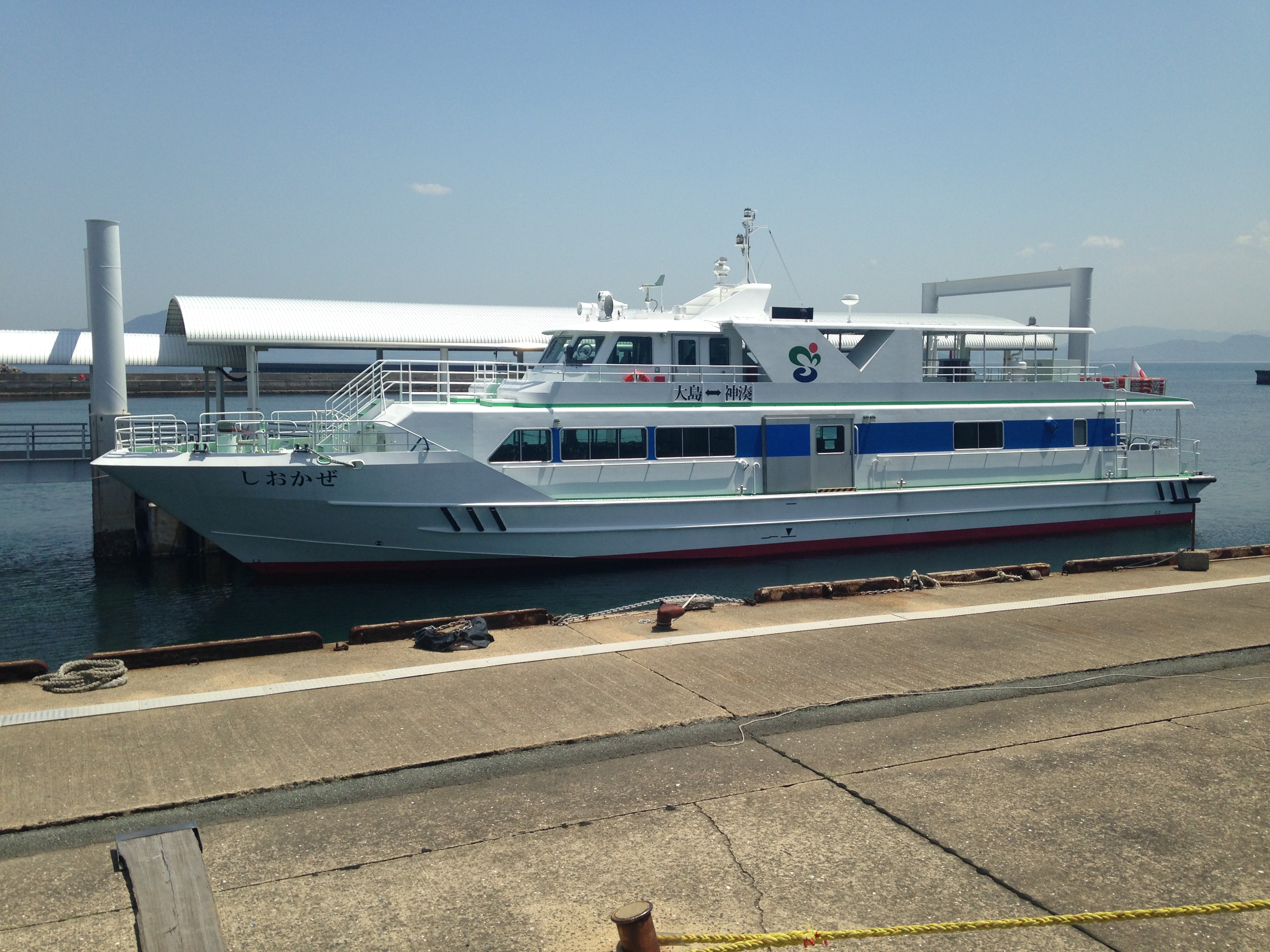
宗像市営渡船「しおかぜ」

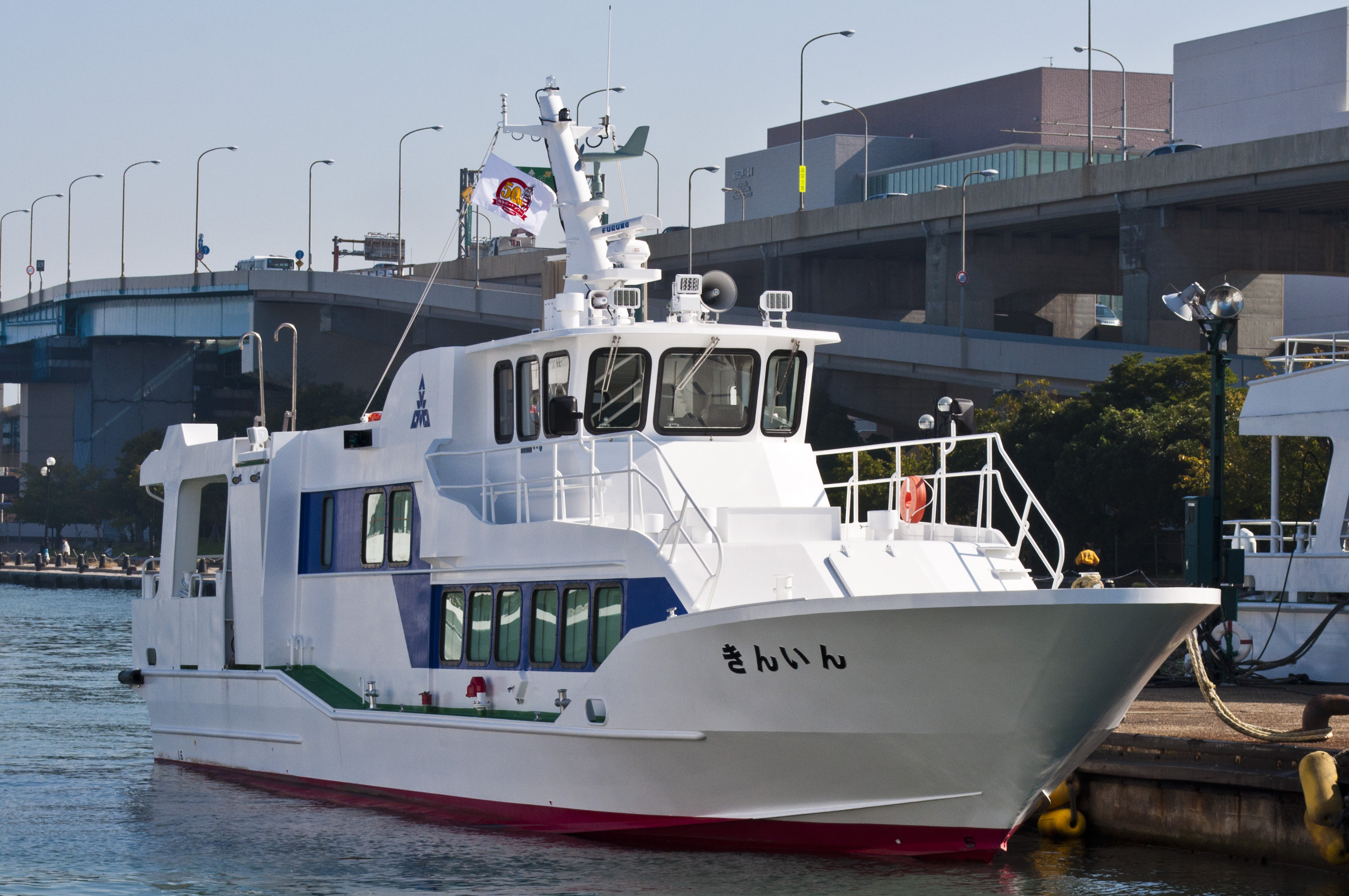
福岡市営渡船「きんいん」

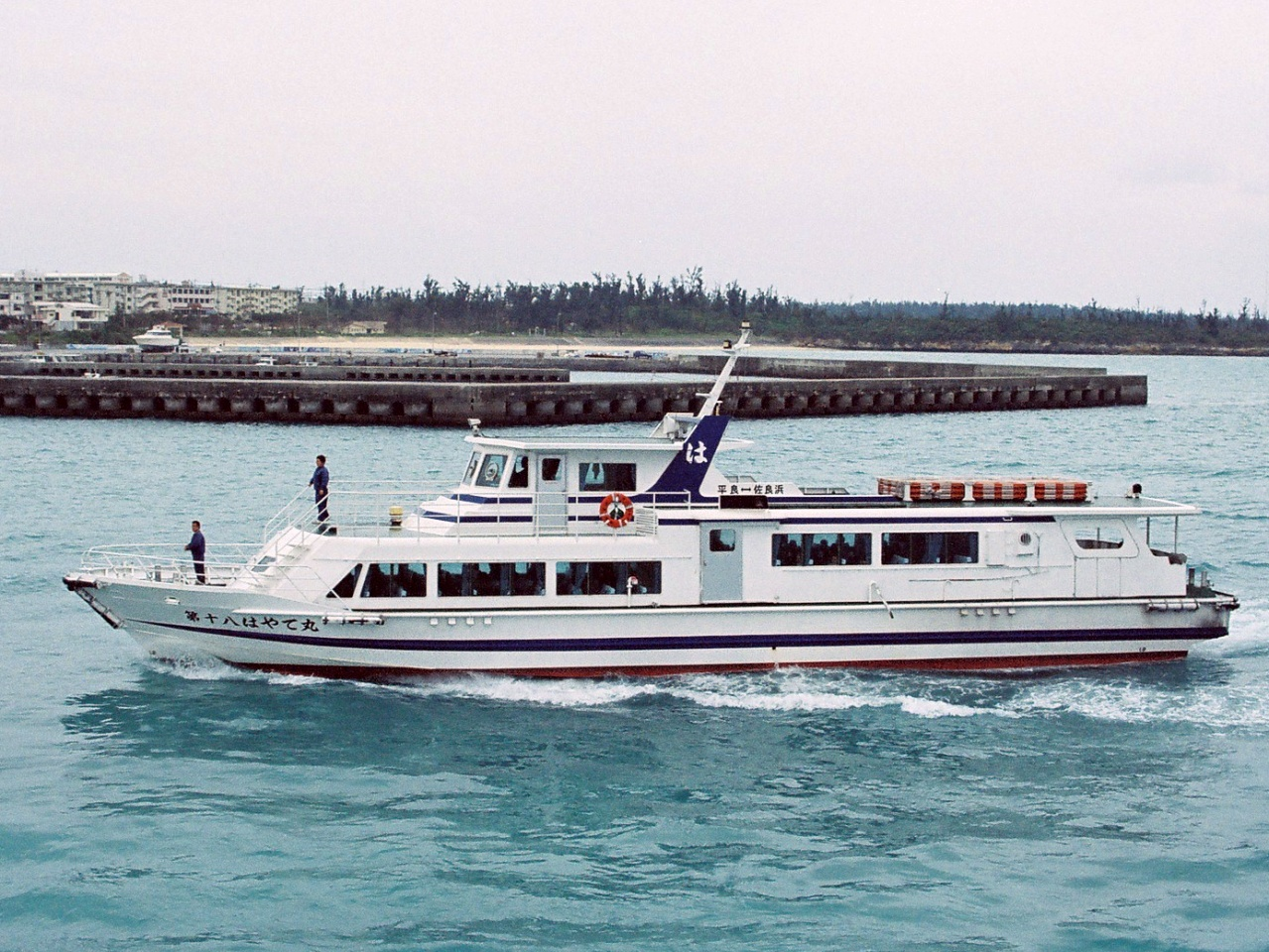
はやて海運「第十八はやて丸」

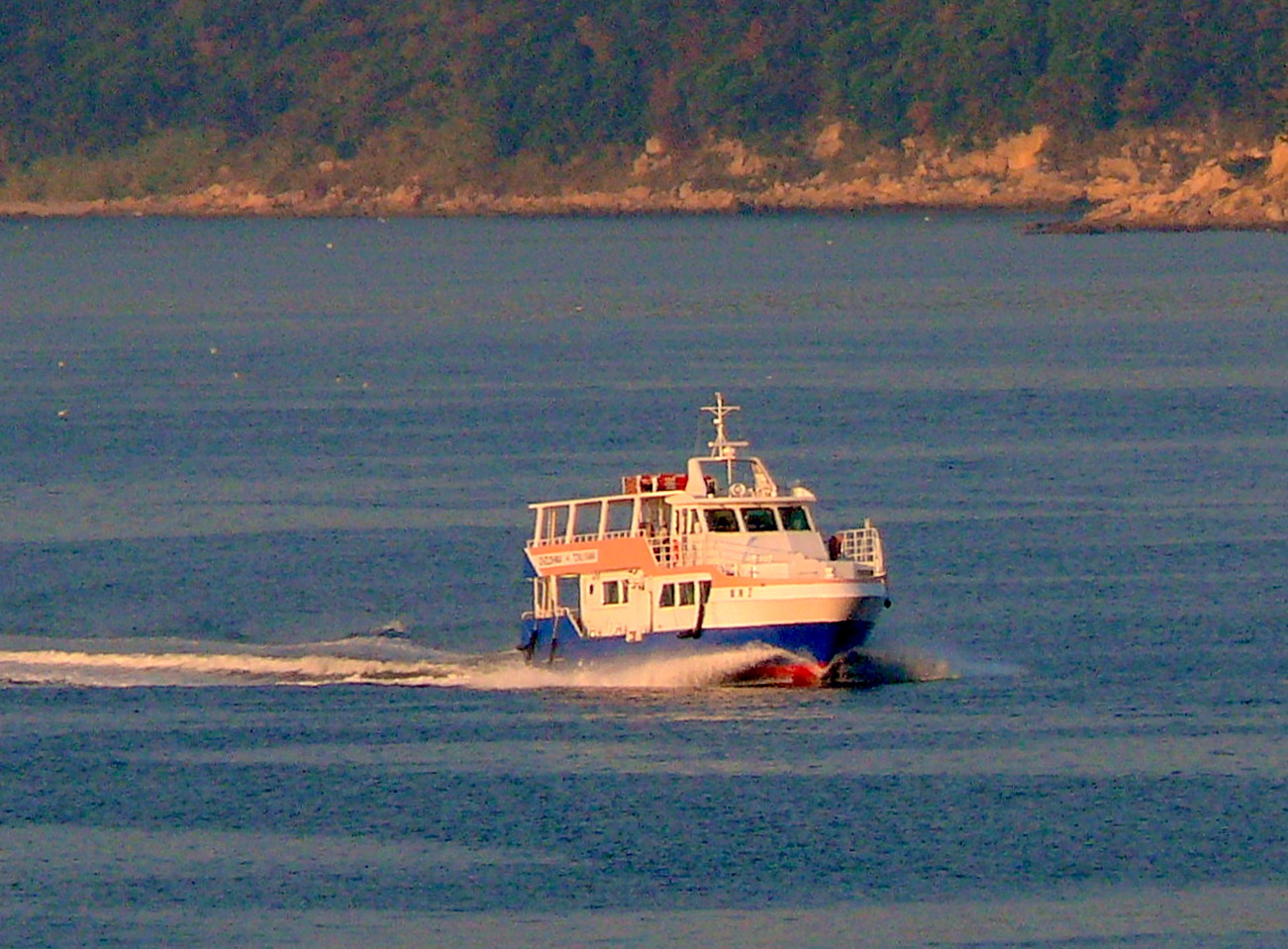
大津島巡航「鼓海II」

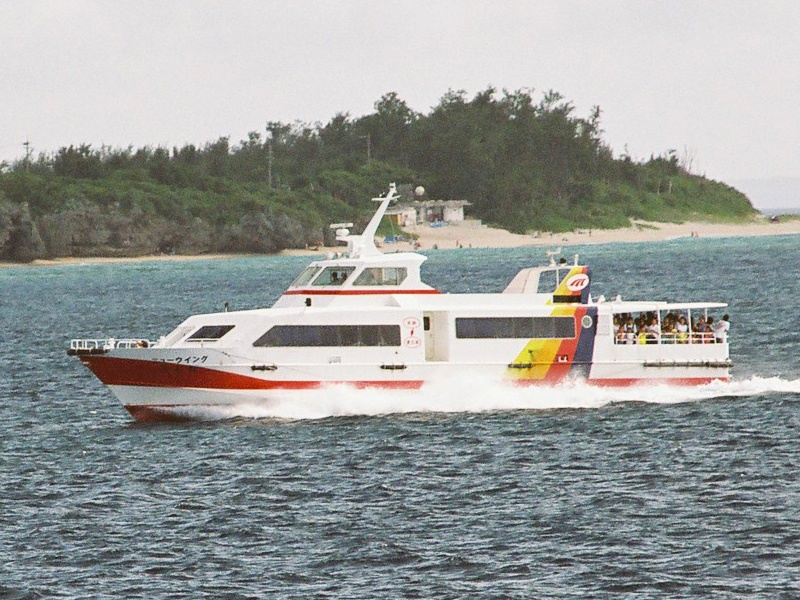
水納海運「ニューウィングみんな」

- 播淡聯絡汽船 - 「まり－んふらわあ」「まり－んふらわあ2」
- 沼島汽船 - 「しまちどり」
- 恭兵船舶 - 「ケイ・エース」「はるか」
- 家島汽船 - 「ささゆり」
- 豊浦汽船 - 「にゆうとようら」
- 三洋汽船 - 「せとじ」「にゆうしらいし」「ホワイトスター」「ホワイトスター2」「くれいるさんよう」
- 四国フェリー - 「スーパーマリン」「スーパーマリン2」
- 関西急行フェリー - 「ふえにつくす」「おりいぶ」「しわく1」「しわく2」
- 国際フェリー - 「レッドスター2」
- 六島航路 - 「おおとりⅡ」「ニューおおとり」
- 三原観光汽船 - 「第三西日光」「第五西日光」「第八西日光」「第十西日光」「しゃるまん」
- 瀬戸内海汽船 - 「サファイア」「安芸灘」「シースピカ」
- 小松商店 - 「ニューこまつ」
- 笠岡市 - 「夢ウエル丸」
- シーセブン - 「のしま7」
- エヤポート海運 - 「さくら」「彗星」
- 本島汽船 - 「ブルーオーシャン2」
- せと観光ボート - 「せとひめ」
- 牛島海運 - 「うしま丸」
- 備讃フェリー - 「ニュービサン」
- 大津島巡航 - 「鼓海II」
- 六口丸海運 - 「ムクジマルホープ」
- 宗像市営渡船 - 「しおかぜ」
- 福岡市営渡船 - 「きんいん」「みどり丸」
- 九州商船 - 「シークイーン」「シープリンセス」「シーエンジェル」
- 野母商船 - 「ぐらばあ」
- 沖縄県離島海運振興 - 大神海運「スマヌかりゆす」「ニューかりゆす」、水納海運「ﾆｭｰｳｲﾝｸﾞみんな」「みんな」、浜比嘉渡船「はまゆう」
- はやて海運 - 「第十一はやて丸」「第十八はやて丸」

### 税関監視艇・検疫艇
- 函館税関 - 「しらかみ」「神威」
- 横浜税関 - 「つくばね」「しおかぜ」「つくばね」「たいかい」
- 名古屋税関 - 「あまぎ」
- 大阪税関 - 「いこま」「たかお」「みかさ」「おおみね」
- 神戸税関 - 「だいせん」「こうべ」「あき」
- 門司税関 - 「あさひ」「ひびき」「つしま」「ぶんご」「げんかい」
- 門司検疫所 - 「あそ」
- 広島県検疫所 - 「やまゆり」

### 警備艇
- 警察庁 - 「うわうみ」「おおとさ」「たんご」「つしま」「ひらど」「みやこ」「しらはま」「さんりく」「げんかい」「なにわ」「いずみ」「るもい」「かわち」「はど」「でじま」「あおみ」「あしがら」「かみごとう」「かざし」「とこなめ」「はこね」「いらこ」「しおかぜ」「あじさい」「おおわだ」「みさき」「のさっぷ」「だいば」「いき」「たいしゅう」
- 佐賀県警察 - 「しらぬひ」「たちかぜ」「くすかぜ」

### 消防艇・救急艇
- 越智郡島部消防事務組合 - 「しま」「しま2号」
- 今治市 - 「しまかぜ」
- 松山市 - 「はやぶさ」
- 高松市 - 「せとのあかり」
- 神戸市 - 「くすのき」
- 大阪市 - 「ゆうなぎ」
- 新日鐵住金君津製鐵所 - 「はやぶさ」

### 漁業取締船
- 兵庫県 - 「はやたか」「はやたか」
- 広島県 - 「しおかぜ」
- 福岡県 - 「つくし」
- 佐賀県 - 「ありあけ」「まつら」
- 長崎県 - 「かいおう」「はやぶさ」「ながさき」「おおとり」
- 大分県 - 「はつかぜ」「あさかぜ」
- 宮崎県 - 「たかちほ」
- 日振島漁業協同組合 - 「第十八日協丸」
- 佐賀県有明海漁業協同組合 - 「はがくれ」

### 実習船・調査船
- 航海訓練所 - 「しんとく」
- 東北大学農学部 - 「翠皓」
- 香川大学農学部 - 「カラヌス3」
- 大島商船高等専門学校 - 「大空2001」
- 兵庫県立農林水産技術総合センター - 「新ひょうご」

### 測量船・作業船
- 海上保安庁 - 「じんべい」
- 第四港湾建設局 - 「ペガサス」
- 中国地方建設局 - 「あしだこ」「おろち丸」「大箒」
- 近畿地方整備局 - 「かわかぜ」「洲浪」
- 九州地方整備局 - 「鎮西」
- 宮崎県 - 「たしろばえ」

## 事業所
本社および工場は向島の北東部に所在しており、尾道水道に面している。東側には尾道造船向島工場が隣接する。
- 広島県尾道市向東町9210 北緯34度24分23秒 東経133度13分38.9秒
  - 引揚船台 - 50m×8m
  - 造船船台（屋内) - 48m×6m